# Comuna Mitrofani, Vâlcea
Mitrofani este o comună în județul Vâlcea, Oltenia, România, formată din satele Cetățeaua, Izvorașu, Mitrofani (reședința) și Racu.

## Demografie
Componența etnică a comunei Mitrofani
     Români (93,75%)
     Alte etnii (0%)
     Necunoscută (6,25%)
Componența confesională a comunei Mitrofani
     Ortodocși (92,88%)
     Alte religii (0,38%)
     Necunoscută (6,75%)
Conform recensământului efectuat în 2021, populația comunei Mitrofani se ridică la 800 de locuitori, în scădere față de recensământul anterior din 2011, când fuseseră înregistrați 945 de locuitori. Majoritatea locuitorilor sunt români (93,75%), iar pentru 6,25% nu se cunoaște apartenența etnică. Din punct de vedere confesional, majoritatea locuitorilor sunt ortodocși (92,88%), iar pentru 6,75% nu se cunoaște apartenența confesională.

## Politică și administrație
Comuna Mitrofani este administrată de un primar și un consiliu local compus din 9 consilieri. Primarul, Gheorghe Coadă[*], de la Partidul Social Democrat, este în funcție din octombrie 2020. Începând cu alegerile locale din 2024, consiliul local are următoarea componență pe partide politice:
|  | Partid                    | Consilieri | Componența Consiliului | Componența Consiliului | Componența Consiliului | Componența Consiliului | Componența Consiliului | Componența Consiliului |
|  | ------------------------- | ---------- | ---------------------- | ---------------------- | ---------------------- | ---------------------- | ---------------------- | ---------------------- |
|  | Partidul Social Democrat  | 6          |                        |                        |                        |                        |                        |                        |
|  | Partidul Național Liberal | 3          |                        |                        |                        |                        |                        |                        |